# Province de Thái Nguyên
Thái Nguyên est une province du nord du Viêt Nam située dans la région de Đông Bắc.

## Géographie

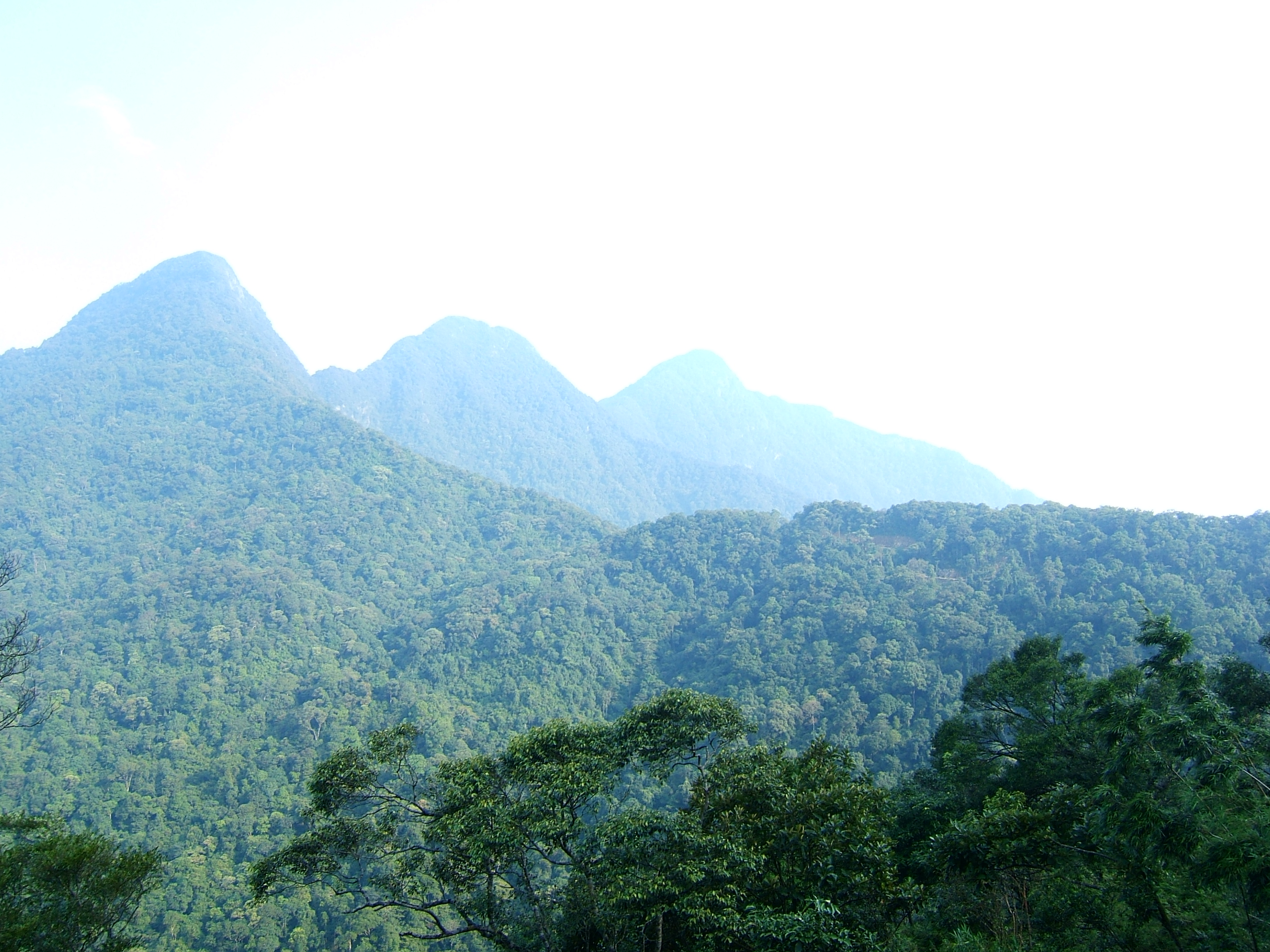
Les monts Tam Đảo

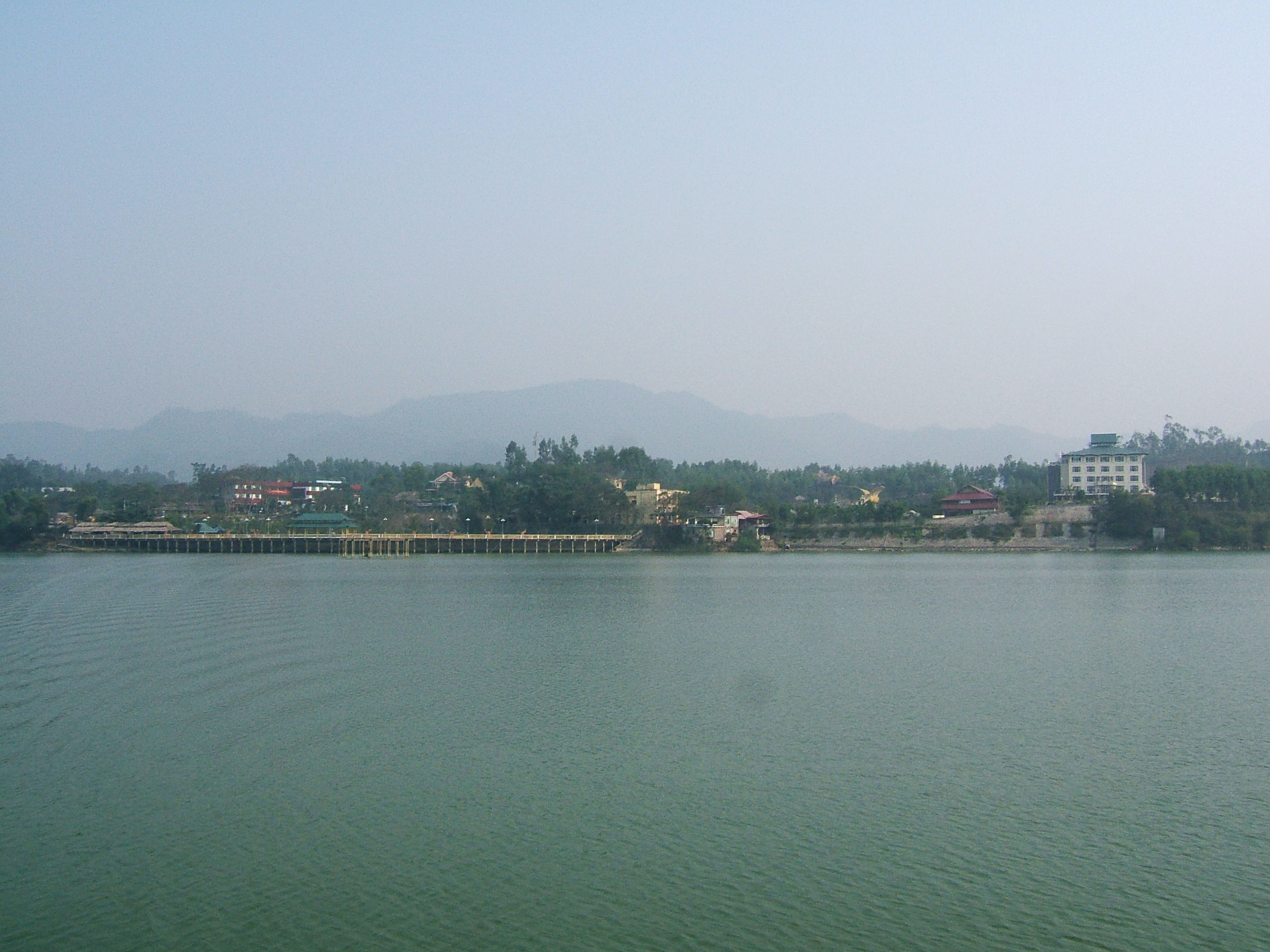
Lac Núi Cốc.

Thái Nguyên voisine six provinces: Bắc Kạn, Vĩnh Phúc, Tuyên Quang, Lạng Sơn, Bắc Giang, Hanoi. 
La province de Thai Nguyen est limitrophe de la capitale Hanoi au sud. 
Thai Nguyen est la porte d'entrée des échanges socio-économiques avec le delta du Fleuve Rouge. 
Les échanges se font par la route, le rail et les voies navigables de la province.
Les principales voies fkuviakes sont la rivière Công et lac Núi Cốc.
La province de Thai Nguyen a de nombreuses chaînes montagneuses orientées du sud au nord et qui comptent de nombreuses grottes et vallées. 
Au sud-ouest se trouve la chaîne de montagnes Tam Dao, située à la limite nord du delta du fleuve Rouge. La chaîne s'étend sur environ 80 kilomètres, avec son plus haut sommet s'élevant à 1 529 mètres.
La région montagneuse de Tam Dao est protégée par le parc national de Tam Dao, créé en 1996, qui est l'un des plus grands parcs nationaux du pays.

## Population
La province de Thai Nguyen comprend de nombreux groupes ethniques dont les plus nombreux sont les Kinh, Tày,  Nung,  San Diu,  H'Mong, San Chay, Dao et Hoa. La répartition démographique varie considérablement: la densité de population dans les régions montagneuses et montagneuses est faible, tandis que celle des zones urbaines est très élevée. 

## Administration
La province de Thái Nguyên est formée de deux villes provinciales Thái Nguyên, Sông Công, d'une ville de niveau district Phổ Yên  et de 6 districts:
1. District de Đại Từ
2. District de Định Hóa
3. District de Đồng Hỷ
4. District de Phú Bình
5. District de Phú Lương
6. District de Võ Nhai

## Galerie

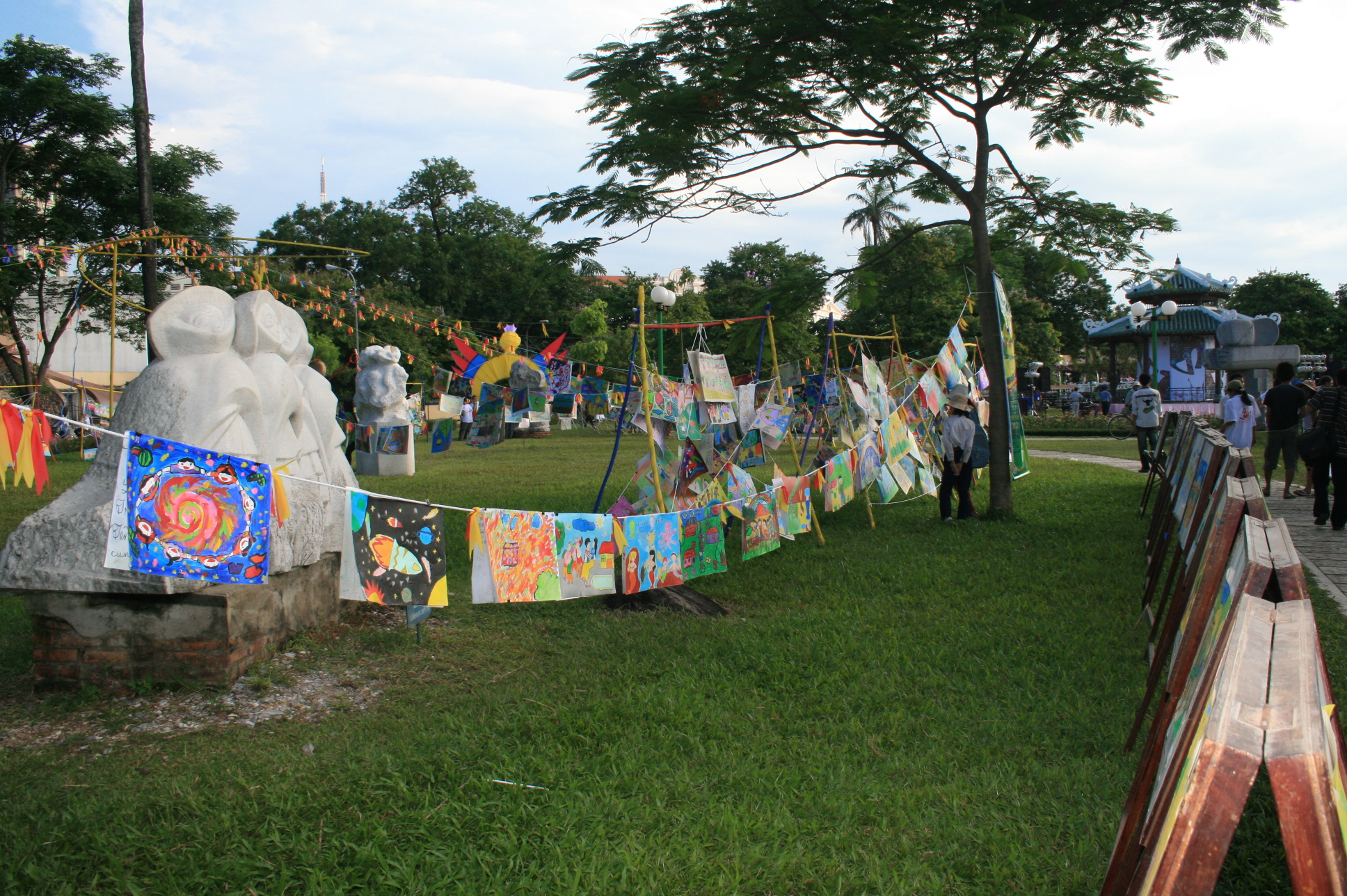
Festival de Huế.
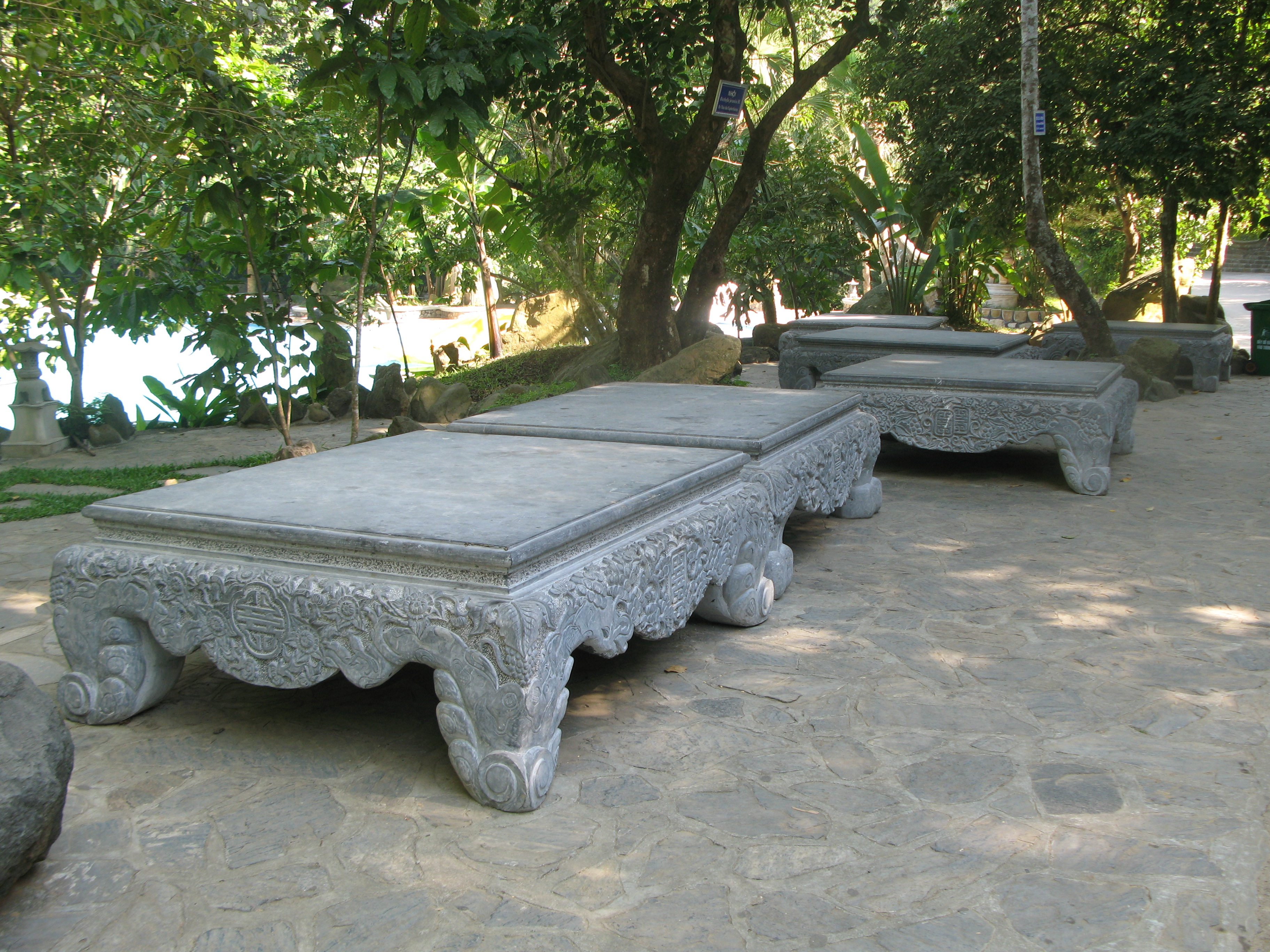
Bancs dans un jardin.
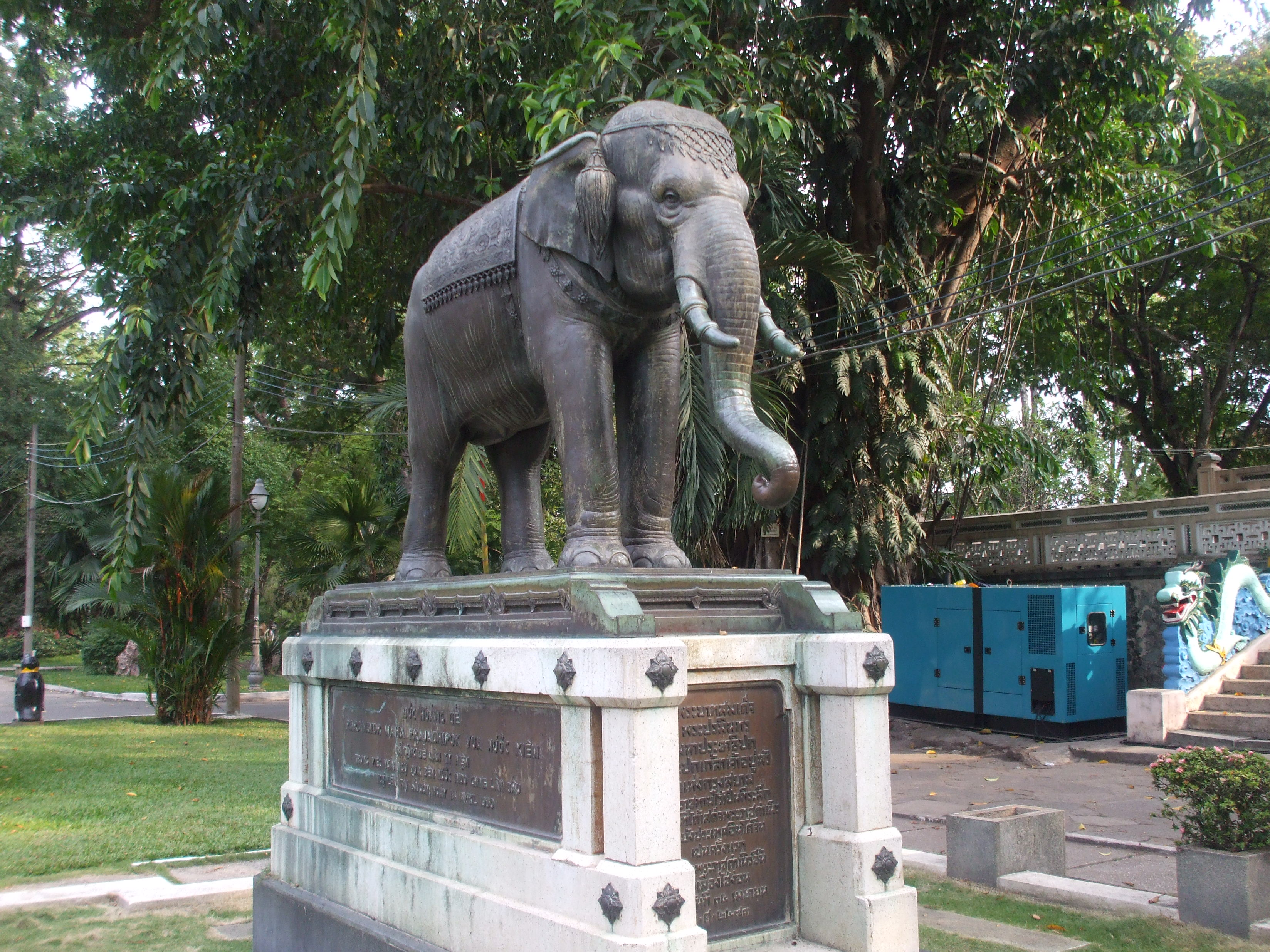
La statue de l'éléphant, cadeau du roi Prajadhipok du Siam, à l'entrée d'un temple.
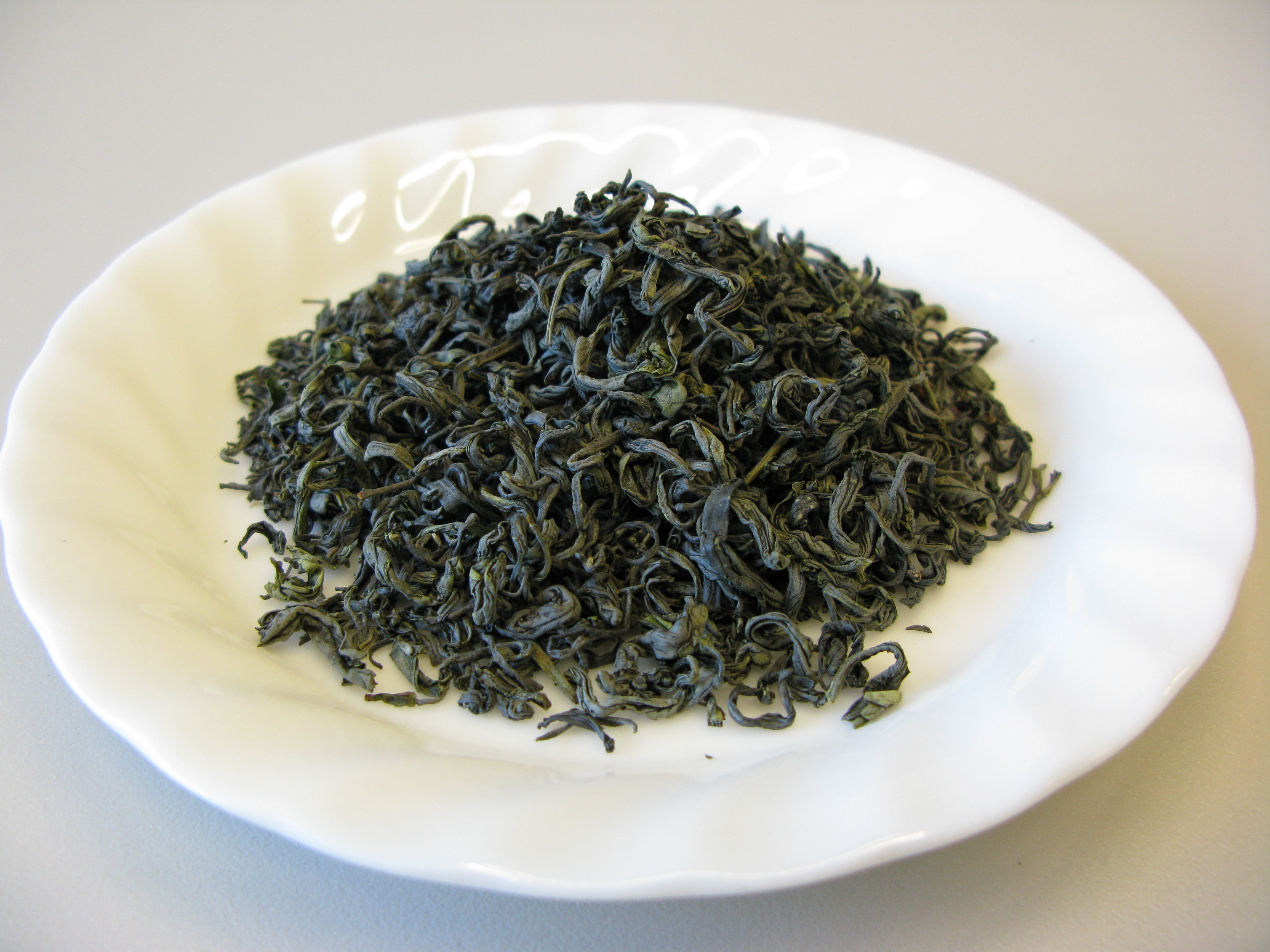
Thé vert vietnamien.
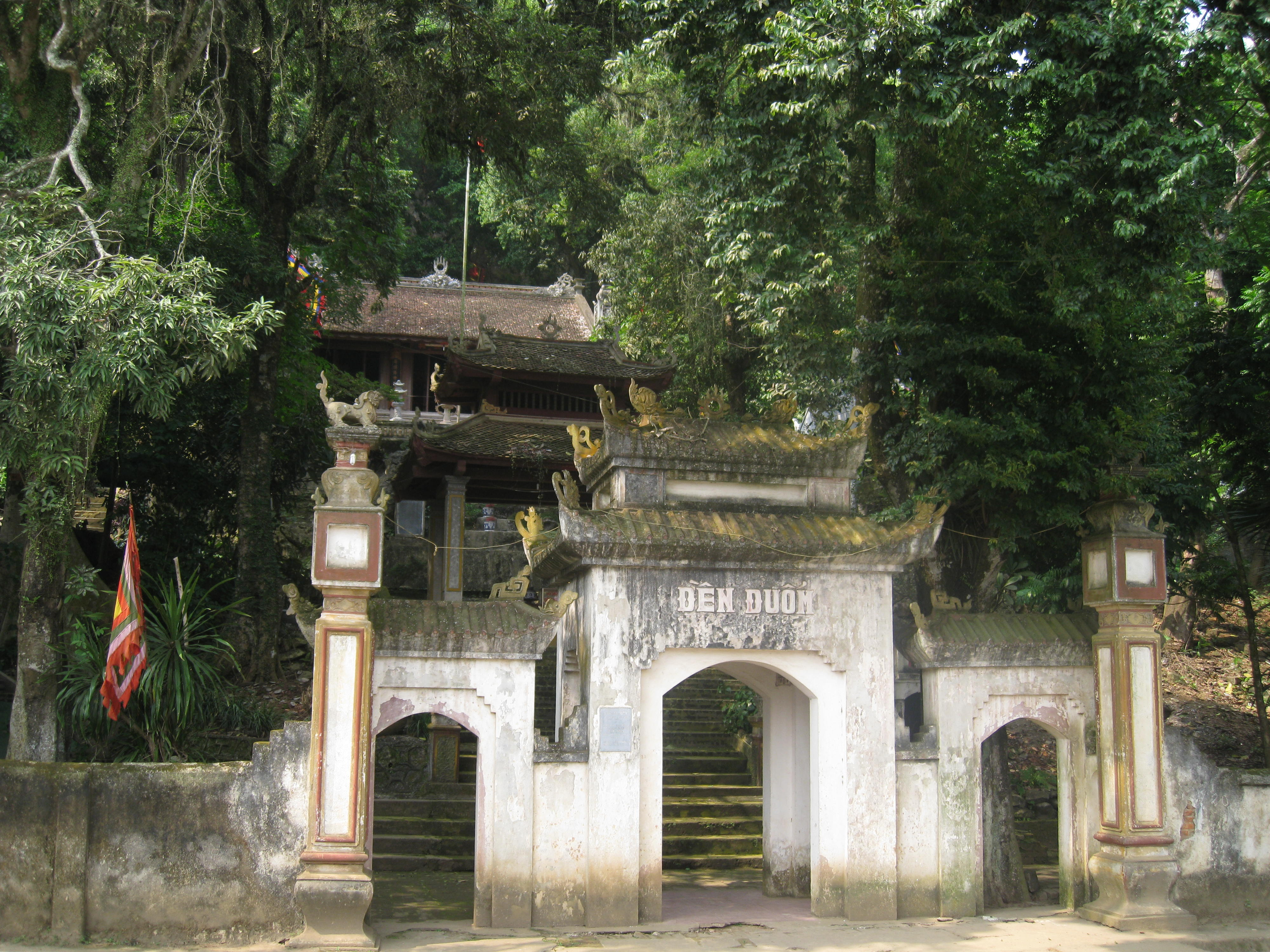
Temple.
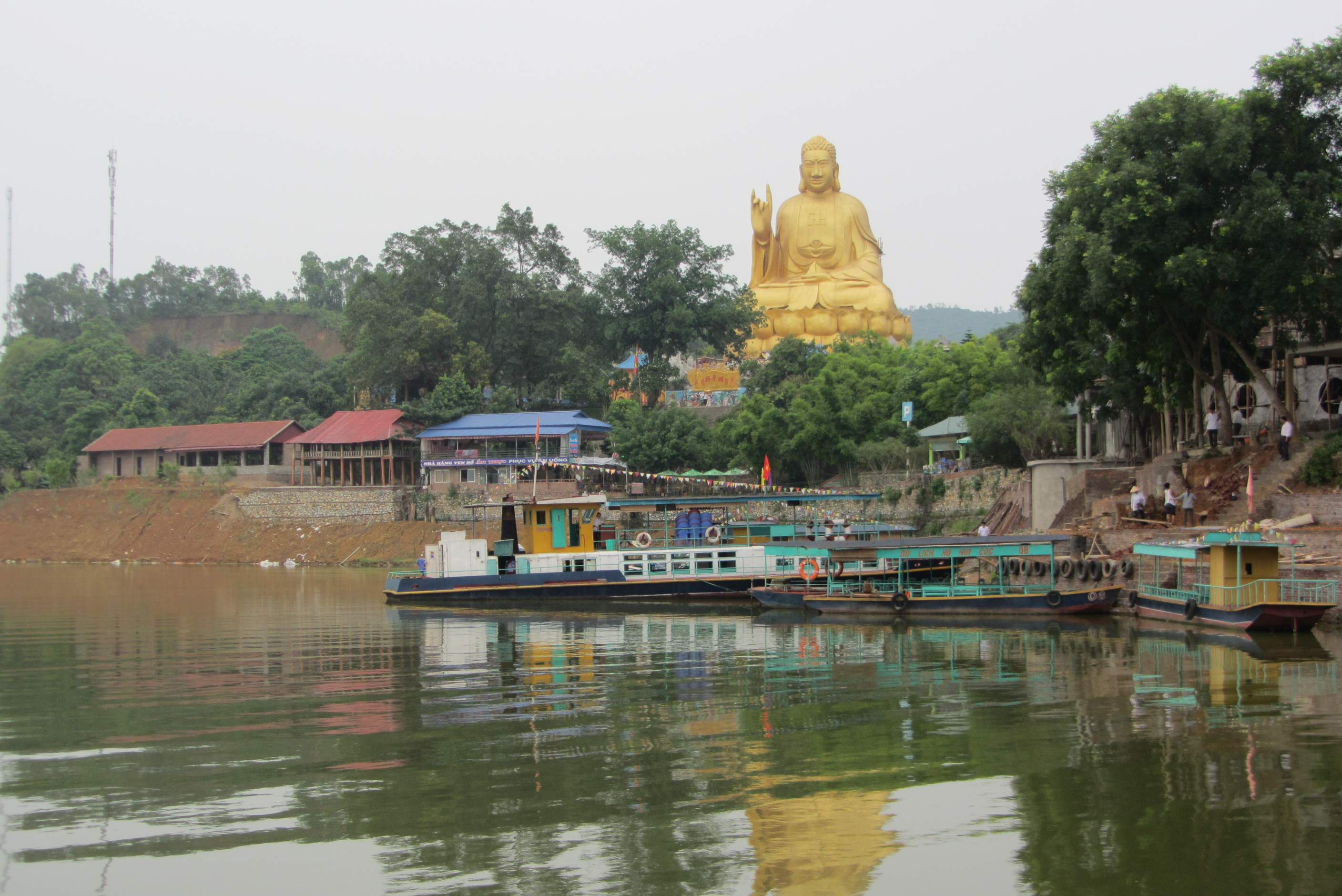
Statue de Bouddha et bateaux d'excursion au lac Nui Coc.
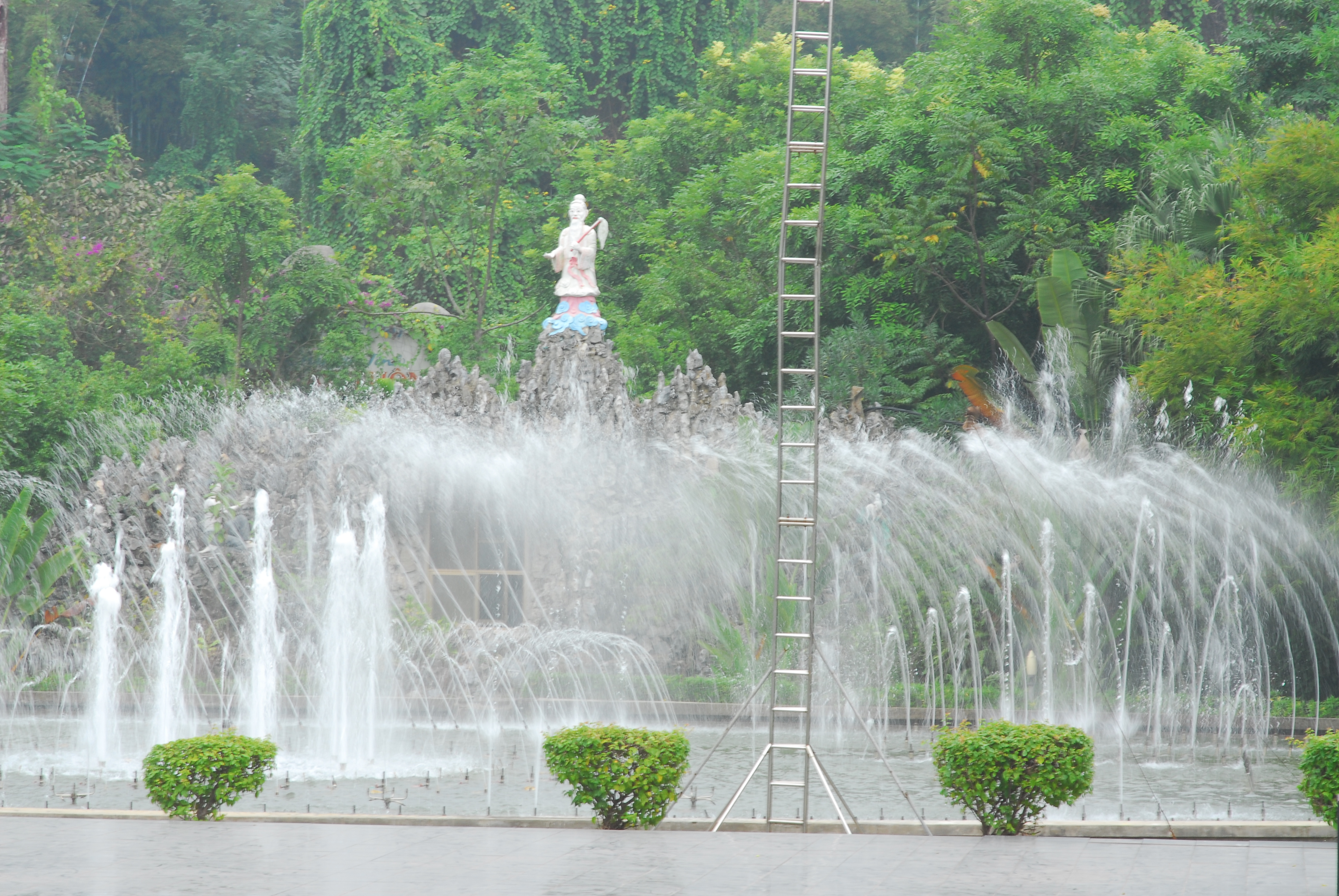
Zone touristique du lac Nui Coc.
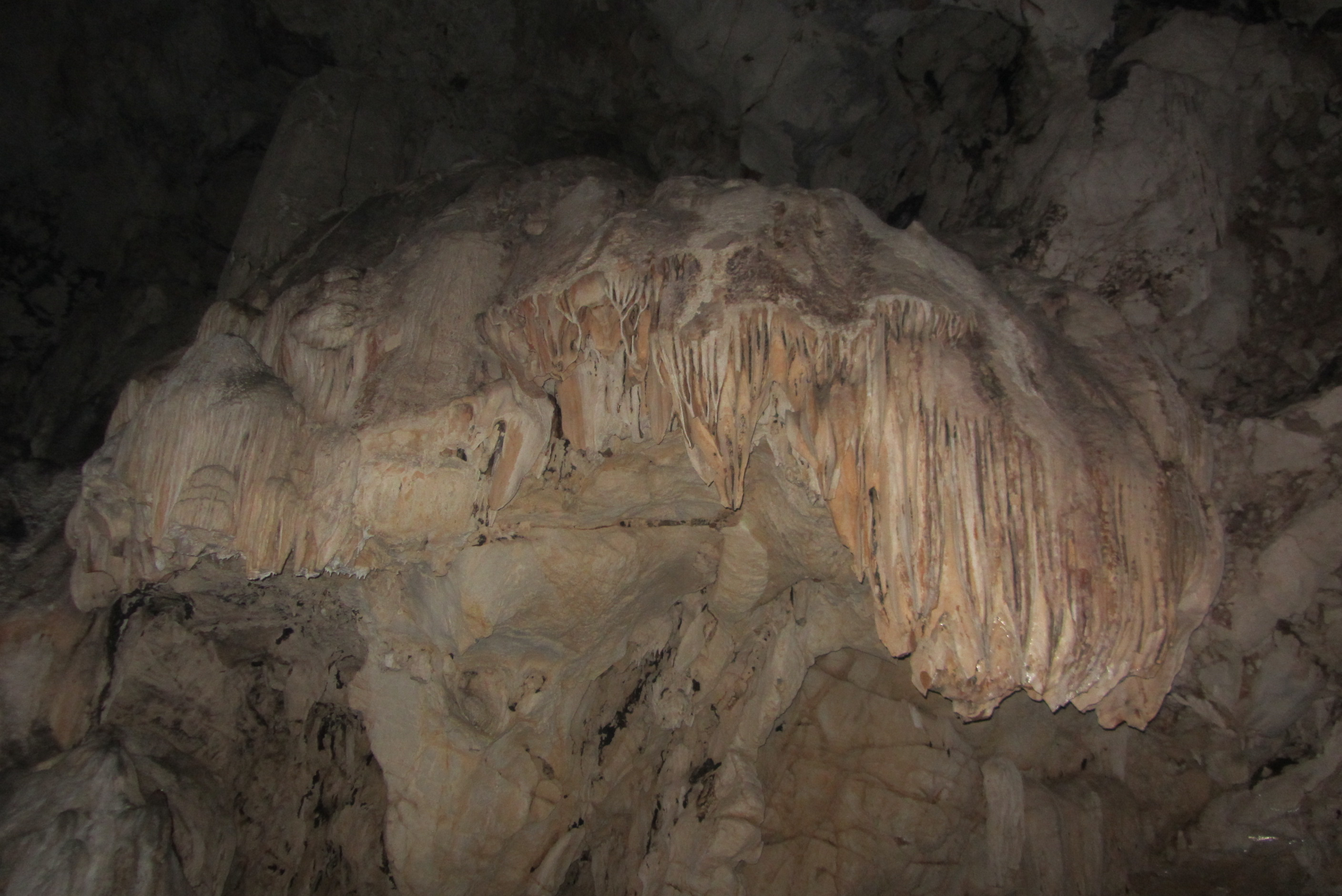
Stalactites dans la grotte de Phoenix.

## Source
1. ↑  Area, population and population density in 2012 by province, General Statistics Office Of Vietnam (lire en ligne)